# Новолопатинский
Новолопатинский — посёлок в Волжском районе Самарской области в составе сельского поселения Лопатино. 

## География
Находится у железнодорожной линии Куйбышевской железной дороги (пост 1108 км) на расстоянии примерно 2 километра по прямой на восток от центра сельсовета села  Лопатино.

## Население
Постоянное население составляло 93 человека (русские 86%) в 2002 году, 117 в 2010 году.